# 太田真由美
太田 真由美（おおた まゆみ）は、日本の女性声優。オフィス薫に所属していた。

## 出演作品

### テレビアニメ
2001年
- 激闘!クラッシュギアTURBO（ティム・ベイカー）

2002年
- クレヨンしんちゃん（園児C）
- アニメ登場なし（男子生徒C）
- デジモンフロンティア（泉のクラスメイト）

2003年
- 忍たま乱太郎（鶴町伏木蔵〈初代〉）

2005年
- ドラえもん（少年C）

### 劇場アニメ
2003年
- Pa-Pa-Pa ザ★ムービー パーマン（女子）